# Сара Брюслер
Сара Брюслер (1994 , Кассель, Гессен ) — німецька спортсменка, веслувальниця-байдарочниця, срібна призерка Олімпійських ігор 2024 року.

## Виступи на Олімпіадах
| Олімпіада  | Дисципліна                    | Місце |
| ---------- | ----------------------------- | ----- |
| Токіо 2020 | байдарка-двійки, 500 метрів   | 11    |
| Париж 2024 | байдарки-четвірки, 500 метрів | 2     |

## Зовнішні посилання
- Сара Брюслер на сайті International Canoe Federation (англійська)
- Сара Брюслер на сайті Olympics.com (англійська)
- Сара Брюслер на сайті Olympedia (англійська)
- Сара Брюслер на сайті German Olympic Committee (німецька)